# 红海洋
红海洋是指1966年底开始席卷中国的，用红油漆将街道、单位的大幅墙体涂成红色、寓意“革命化”的环境赤化风潮。也曾被称为“红化”。这一时尚的功能，是以极大视觉冲击力，为渲染毛泽东权威、烘托造反气氛造势。

## 背景
当时中国大陆的大环境“处处是革命的标志和文字，处处是革命的语言和歌声。每个街道，每个商店，每个行业，都要成为学习毛泽东思想的学校，成为宣传、执行和捍卫毛泽东思想的阵地。”在这种氛围刺激下，北京航空学院“红旗”战斗队总部要求驻各地的联络站，组织人力物力，迅速展开“红海洋”活动。他们带头在闹市街道的店铺门面、广场上，机关、学校的大门、房屋、院墙墙壁，涂饰红油漆，再用黄油漆写上各种标语（忠于毛泽东的口号；“抓革命，促生产”等）和毛泽东语录，并绘制向日葵、红太阳、毛泽东头像的木刻图案等。

## 影响
于是这种风潮，迅速蔓延到全国各地企事业单位、居民区甚至农村的每个角落。其绘制方式有油漆涂刷、喷枪喷涂。当时的商店、机关、军营、学校、工矿、医院、车站、港口等公众场合的大面积墙体，都被淹没在红色油漆之中。连厕所外墙也不放过。除了现成的连片墙体外，还设置了大量语录牌、标语牌，置于公路旁、田埂边等地。涂饰红海洋的日日夜夜，人们加班加点，不计报酬，不辞辛苦，仿佛有使不完的劲儿，始终处于高度亢奋状态。造成红油漆供售的空前紧俏。参与者感觉这样一来，就可以让毛泽东思想的光辉照亮每一个角落，一个红彤彤的新世界就会降临。这与当时人们对红色象征革命的观念，和对象征力量的精神作用的执着崇拜（“精神原子弹”、“精神变物质”）、蒙昧狂热，和从众行为（宁左勿右、怕当群众的尾巴）有关。
1966年12月30日中共中央、国务院发出《关于制止所谓“红海洋”的通知》：“……最近城市中有些党政机关部门，借口写毛主席语录,‘美化城市’等等，大搞所谓 ‘红海洋’，就是用红色的油漆把大门和大片的墙壁涂成红色，甚至强迫群众挨家挨户出钱。……除了‘红海洋’还搞了大牌坊，还有别有用心的走资本主义道路的当权派和坚持资产阶级反动路线的人，想用这个方法使群众没有贴大字报的地方……不但完全违背毛泽东同志历来教导的艰苦朴素的作风，而且是一种抗拒大字报、对抗无产阶级文化大革命的恶劣行为。中央认为，各级领导必须坚决制止这种错误做法。”此风遂猝然而止。继续涂饰的行动虽然停止了，但人们不但没有立即清除红海洋的痕迹，还任其长期保存下来，无意间成为文革高潮的一个见证。所以它的遗迹仍广泛分布于全国各地城乡，在人迹罕至的地方至今仍依稀可见。
有美术史家把该时期绘画在背景烘托上，使用大面积的红色或偏红色彩的习惯、处理造成的视觉效果，称为“红海洋”。
文革后的这一现象，已成为许多描写文革的绘画、影视惯用的那个时代的视觉形象的代用品。这一现象本身，则被有的学者认定为愚昧时代的形式主义，而有的别具现代艺术眼光的学者则将其认定为“红色波普”（大众艺术、通俗艺术、流行艺术）。但也有人批评，这样的概括是用西方美术史概念套中国实际，导致施受两方的双重错位。